# جرج دیوید
جرج دیوید (انگلیسی: George David) (زاده ۷ آوریل ۱۹۴۲) کارآفرین، بازرگان و مدیر ارشد اجرایی آمریکایی است، که در حال حاضر به‌عنوان مدیر اجرایی و عضو هیئت مدیره شرکت بی‌پی فعالیت می‌کند.